# Municipio de Snow Hill (Misuri)
El municipio de Snow Hill (en inglés: Snow Hill Township) es un municipio ubicado en el condado de Lincoln en el estado estadounidense de Misuri. En el año 2010 tenía una población de 3484 habitantes y una densidad poblacional de 37,09 personas por km².

## Geografía
El municipio de Snow Hill se encuentra ubicado en las coordenadas 39°3′20″N 90°53′42″O / 39.05556, -90.89500. Según la Oficina del Censo de los Estados Unidos, el municipio tiene una superficie total de 93.94 km², de la cual 93,27 km² corresponden a tierra firme y (0,71 %) 0,66 km² es agua.

## Demografía
Según el censo de 2010, había 3484 personas residiendo en el municipio de Snow Hill. La densidad de población era de 37,09 hab./km². De los 3484 habitantes, el municipio de Snow Hill estaba compuesto por el 94,37 % blancos, el 1,92 % eran afroamericanos, el 0,49 % eran amerindios, el 0,26 % eran asiáticos, el 0,75 % eran de otras razas y el 2,21 % eran de una mezcla de razas. Del total de la población el 2,7 % eran hispanos o latinos de cualquier raza.